# Filolaos
 Denne artikel bør gennemlæses af en person med fagkendskab for at sikre den faglige korrekthed.

Filolaos (oldgræsk: Φιλόλαος, Philólaos; c. 370-385 fvt.) var en græsk pythagoræer og førsokratisk filosof. Han blev født i en græsk koloni i Italien og migrerede til Grækenland. Filolaos er blevet kaldet for en af de tre mest fremtrædende figurer i den pythagoræske tradition og den mest enestående figur fra den pythagoræske skole. Pythagoras udviklede en filosofiskole, der var domineret af både matematik og mystik. Det meste af, hvad man ved i dag om det pythagoræske astronomiske system, stammer fra Filolaos' synspunkter. Han kan have været den første til at skrive om den pythagoræske doktrin. Filolaus var ifølge August Böckh (1819), der citerer Nikomakos Pythagoras efterfølger.
Han argumenterede, at grundlaget for alting er samspillet mellem det begrænsende og det ubegrænsede, der kombinerer i en harmoni. Med hans påstande om, at Jorden ikke var universitetscentrum (geocentrisme), krediteres han med den tidligste kendte diskussion af begreber i udviklingen af heliocentrisme, teorien om, at Jorden ikke er universets centrum, men snarere at Solen er det. Filolaus diskuterede, at en central ild var universets centrum, og at sfærer (herunder Solen) kredsede om det.